# Буэ, Ами
Ами́ Буэ́ (фр. Ami Boué; 16 марта 1794, Гамбург — 21 ноября 1881, Вена) — австрийский геолог, геогност, географ, этнограф, картограф. Основатель Французского геологического общества (1830).

## Биография

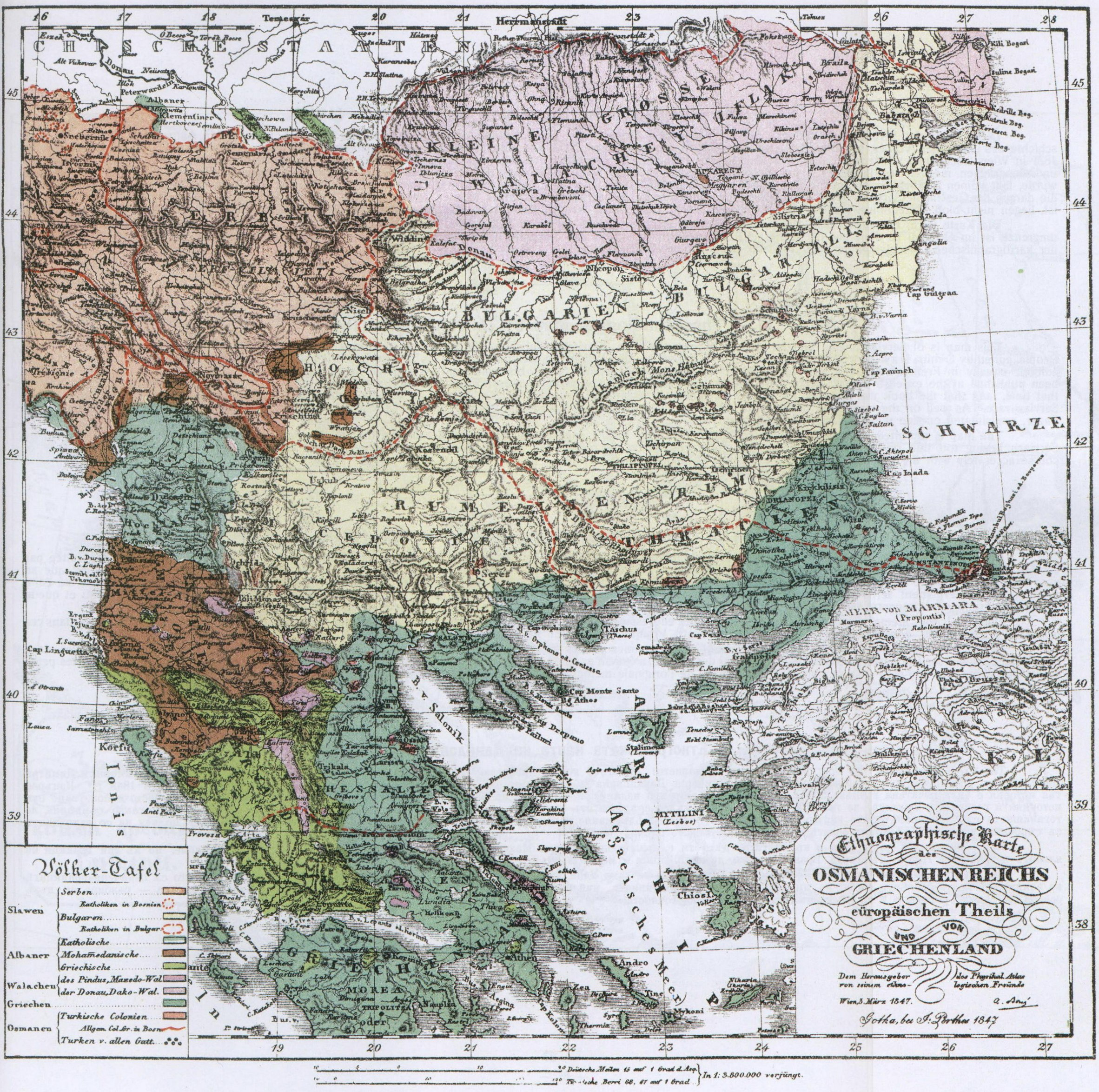
Этнографическая карта Балкан Ами Буэ. 1847

Родился в Гамбурге в семье французских эмигрантов. С 10 лет — сирота. Изучал естественные науки в Женеве, Париже, медицину в университетах Эдинбурга и Берлина.
Труды в геологии и минералогии Роберта Джемсона, вдохновили его и повлияли на дальнейшую карьеру и привели Буэ к участию в геологических экспедициях в различные районы Шотландии, где он провёл 4 года, и на Гебридские острова.
После получения степени доктора медицины в 1817 году, поселился и жил в Париже и Бордо.
Несколько раз избирался в президенты основанного им в Париже геологического общества. Объездил почти всю Среднюю и Южную Европу, побывал, между прочим, в Европейской Турции, которая до него почти не была описана в геогностическом отношении.
Впоследствии А. Буэ переселился в Вену, где был избран в члены академии наук. Был членом Леопольдины, Линнеевского Общества Нормандии.
В 1847 награждён медалью Волластона.
Из его сочинений наиболее известны:
- «Essai géologique sur l’Ecosse» (Париж, 1820);
- «Geognostisches Gemälde von Deutschland» (Франкфурт-на-Майне, 1829);
- «La Turquie d’Europe» (4 т., Париж, 1840);
- «Recueil d’itinéraires dans la Turquie d’Europe» (2 т., Вена, 1850)
- «Guide de géologue-voyageur» (2 т., Париж, 1836).

## Память
- Имя Ами Буэ (Ami Boué Peak) с 2010 года носит гора в Антарктиде (63°25′01″S 57°47′23″W) на Земле Грейама на Антарктическом полуострове высотой 1100 м.
- Его именем названа улица в Софии (Болгария)